# Nazionalismo italiano

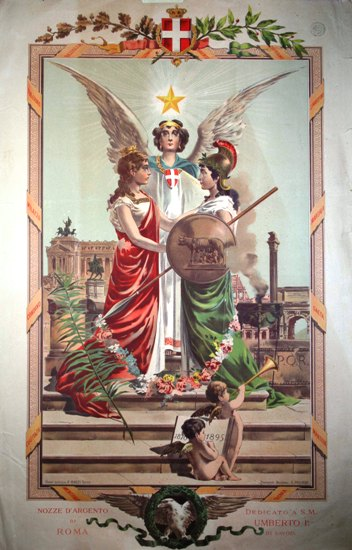
Stampa allegorica del 1895 celebrante il 25º anniversario della breccia di Porta Pia. La figura contiene numerosi simboli patri italiani associati ad allegorie della storia romana.

Il nazionalismo italiano è l'ideologia nazionalista che esalta l'identità storica, spirituale e territoriale degli italiani, sia su base naturalistica, sia per afflato volontaristico.
Esso sostiene che gli italiani siano un popolo di cultura e lingua sostanzialmente omogenea, in quanto discendenti degli antichi romani che hanno abitato la penisola per secoli, in un periodo di unità storica dell'Italia. Il nazionalismo italiano ha storicamente aderito anche a teorie imperialistiche. Le origini del nazionalismo italiano sono state spesso individuate nel Rinascimento.
Il nazionalismo italiano tornò prepotentemente in auge negli anni immediatamente precedenti la prima guerra mondiale, con la ripresa del colonialismo e con le pretese irredentiste verso alcuni territori italofoni ancora sotto il dominio dell'Austria-Ungheria, costituendo nel 1910 un partito politico, l'Associazione Nazionalista Italiana, con leader Enrico Corradini. Fu poi uno dei tratti distintivi del regime fascista.
Oggi sopravvive in alcuni partiti di destra e, a livello culturale, come sentimento di generico patriottismo diffuso non in modo uniforme, stimolato talvolta da eventi di cronaca, politica o sport.
Questa idea ha sovente incontrato l'opposizione di movimenti organizzati riconducibili all'autonomismo e indipendentismo, propugnatori di tesi che hanno apertamente sfidato la nozione di una unitaria identità italiana. Vi sono state spinte centrifughe di tipo regionalista in Friuli-Venezia Giulia, Lombardia, Piemonte, Sardegna, Sicilia, Toscana, Trentino-Alto Adige, Valle d'Aosta e Veneto.
Prima e dopo l'unità d'Italia, diversi movimenti legati alle identità territoriali (vedansi per esempio il sardismo, strutturatosi definitivamente già in occasione della "Fusione Perfetta" del 1848, e il sicilianismo, proiettatosi contro i Borbone e in seguito i Savoia) misero in discussione il piano della cosiddetta "piemontesizzazione" dello Stato guidato dal Regno di Sardegna, criticato anche da alcuni nazionalisti non monarchici.
Lo sviluppo di differenti condizioni economiche, contribuenti alla definizione di un ampio divario fra un "Nord" altamente industrializzato e un "Sud" marcatamente agricolo, ha messo a dura prova la costruzione dell'attuale identità italiana. Tale divario economico, negli anni ottanta, ha provocato il sorgere di movimenti quali il cosiddetto padanismo e il neoborbonismo.

## Storia

### Medioevo

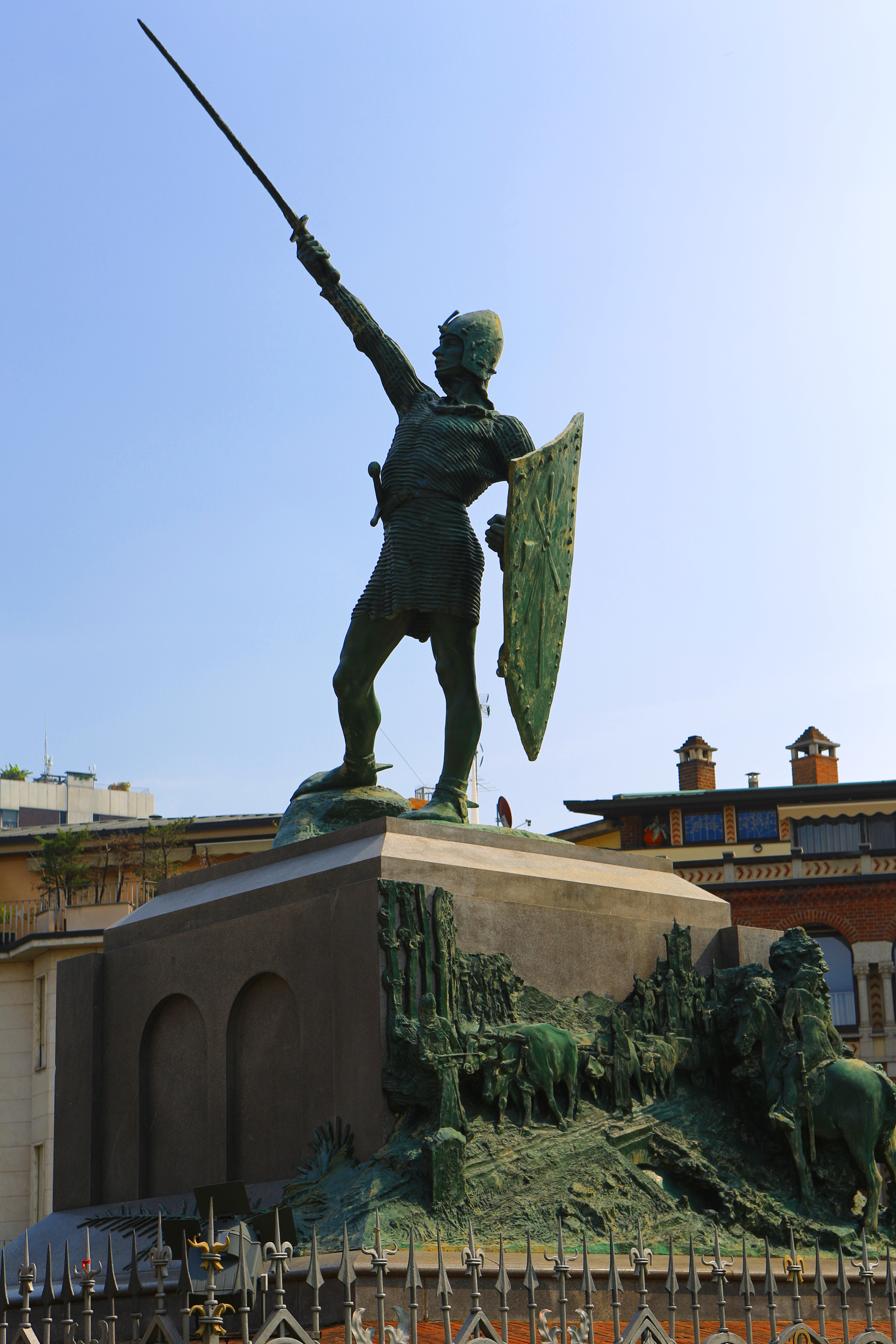
Alberto da Giussano, leggendario condottiero della Lega Lombarda nella battaglia di Legnano

Il sentimento nazionale italiano cominciò a sorgere durante l'Alto Medioevo, alimentandosi soprattutto del ricordo dell'antica Roma e trovando nell'identità religiosa, rappresentata da una Chiesa cattolica erta a erede ideale delle istituzioni romane, un senso di comune appartenenza.
Anche grazie a letterati ed intellettuali quali Dante, Petrarca e Boccaccio, che elevarono il volgare fiorentino a una posizione di prestigio, l'Italia fu ispirazione ed oggetto di studio per poeti e letterati che, tessendone le lodi per la sua antica grandezza, ne deprecavano la contemporanea situazione e il suo destino futuro, fatto di discordie interne e di sottomissione allo "straniero".
Dante, con l'invettiva del VI canto del Purgatorio «Ahi serva Italia», inaugurò la tradizione delle liriche civili italiane, ispirate cioè a tematiche politiche, di cui saranno esempi le canzoni Italia mia e Spirto gentil del Canzoniere di Petrarca, o le poesie All'Italia e Sopra il monumento di Dante del Leopardi.
A Dante sarebbe stato, così, attribuito il ruolo di capostipite di un sentimento nazionale comune alla penisola, nonché di portavoce della necessità di un suo riscatto:
(Giuseppe Antonio Borgese)
Ispirato all'idea politica di Dante, anche il tribuno della plebe Cola di Rienzo proclamò l'esigenza di restituire all'Italia la gloria che le spettava, auspicandone l'unificazione sotto la guida di Roma capitale.

### Dal Rinascimento al XIX secolo

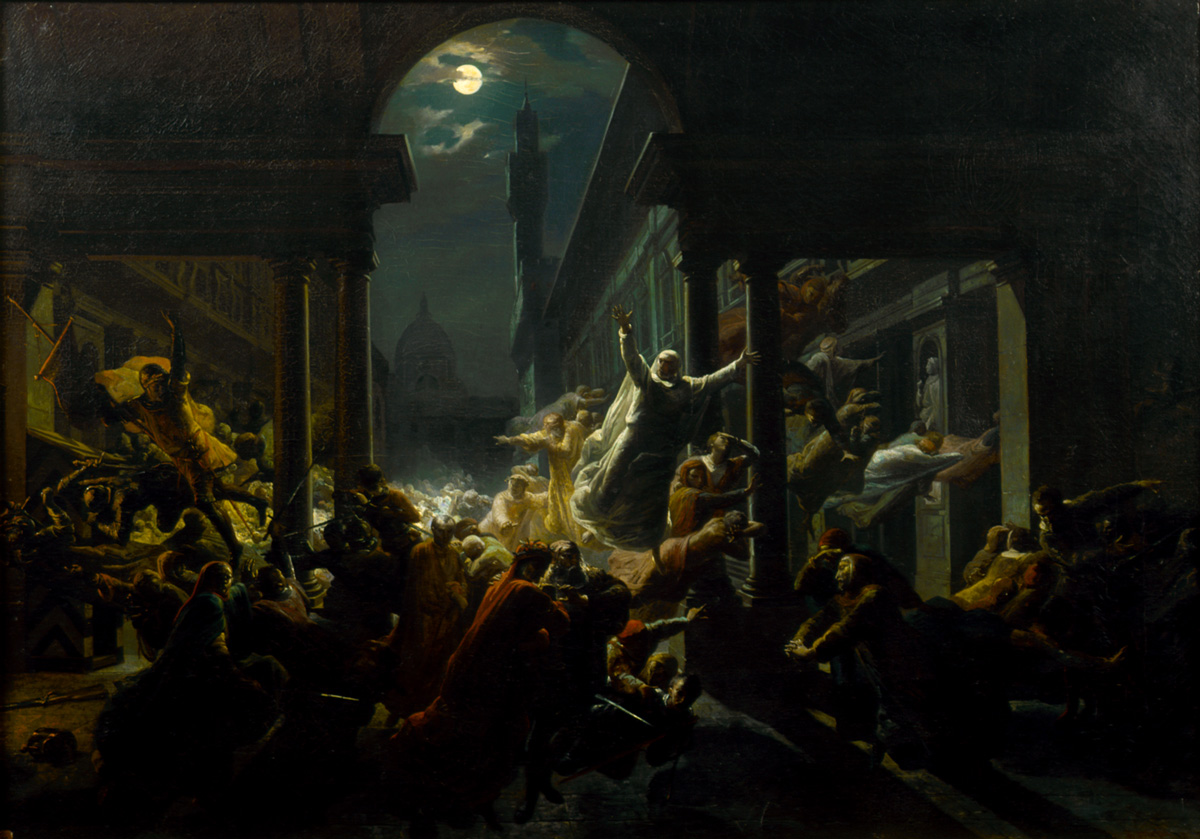
Le ombre dei grandi uomini fiorentini che protestano contro il dominio straniero, di Eugenio Agneni (1857)

Abbandonata la speranza medievale di un'utopistica restaurazione imperiale, a partire dal Rinascimento l'Italia funzionò da forza trainante per una rinascita europea dello spirito classico e umanistico, ispirato all'antichità greco-romana, che investì la cultura, la filosofia, l'arte e la politica, come nella Firenze di Lorenzo de' Medici. Niccolò Machiavelli, diplomatico e scrittore, ne Il Principe (1532), fece un appello al patriottismo italiano invitando i nobili italiani "pigliare l'Italia e liberarla dai barbari", cioè dalle potenze straniere che occupavano parte della penisola italiana, come Francia e Spagna.
Successivamente, altri intellettuali che ripresero questo anelito furono Vittorio Alfieri, Ugo Foscolo, e Giacomo Leopardi.
Alcuni episodi antichi e medievali vennero idealizzati, ad esempio quelli legati alle imprese di Giulio Cesare, alla battaglia di Legnano o alla disfida di Barletta. La figura di Dante Alighieri venne presa ad esempio di padre dell'Italia e della lingua italiana moderna.

### Dal 1830 al 1848
Camillo Benso, conte di Cavour, il futuro primo ministro liberale del Regno di Sardegna e poi del Regno d'Italia, lavorò in gioventù come redattore per il quotidiano italiano nazionalista Il Risorgimento, intorno al 1840, adottando idee vicine al nazionalismo liberale.
Il nazionalismo di prima generazione e il nazionalismo economico di alcuni imprenditori influenzarono le autorità del regno dei Savoia a promuovere l'Italia unita. Prima dell'unificazione, i dazi doganali tra gli stati italiani e il sistema ferroviario disorganizzato impedirono lo sviluppo economico d'Italia. Prima delle rivoluzioni del 1848, il federalista Carlo Cattaneo sosteneva già una federazione economica d'Italia.

### Dalle rivoluzioni del 1848 al Risorgimento
I sostenitori del nazionalismo italiano erano presenti in quasi tutto lo spettro politico, dai conservatori ai liberali. La liberalizzazione delle leggi sulla stampa in Piemonte permise alla propaganda nazionalista di prosperare.
Dopo le rivoluzioni del 1848, nacque nel 1857 la Società Nazionale Italiana ad opera del veneto Daniele Manin, del siciliano Giuseppe La Farina e del milanese Giorgio Pallavicino Trivulzio. La Società Nazionale venne creata per promuovere e diffondere il nazionalismo tra i politici moderati; in Piemonte raccolse fondi, tenne incontri pubblici e stampò molti quotidiani. La Società Nazionale avrebbe contribuito a stabilire una base per il nazionalismo italiano nella classe media. Nel 1860, il nazionalismo era diffuso anche nei circoli liberali dominanti in Italia e conquistò così il sostegno della borghesia, determinante per l'unione del Piemonte e della Lombardia.

### Dalla presa di Roma al primo novecento

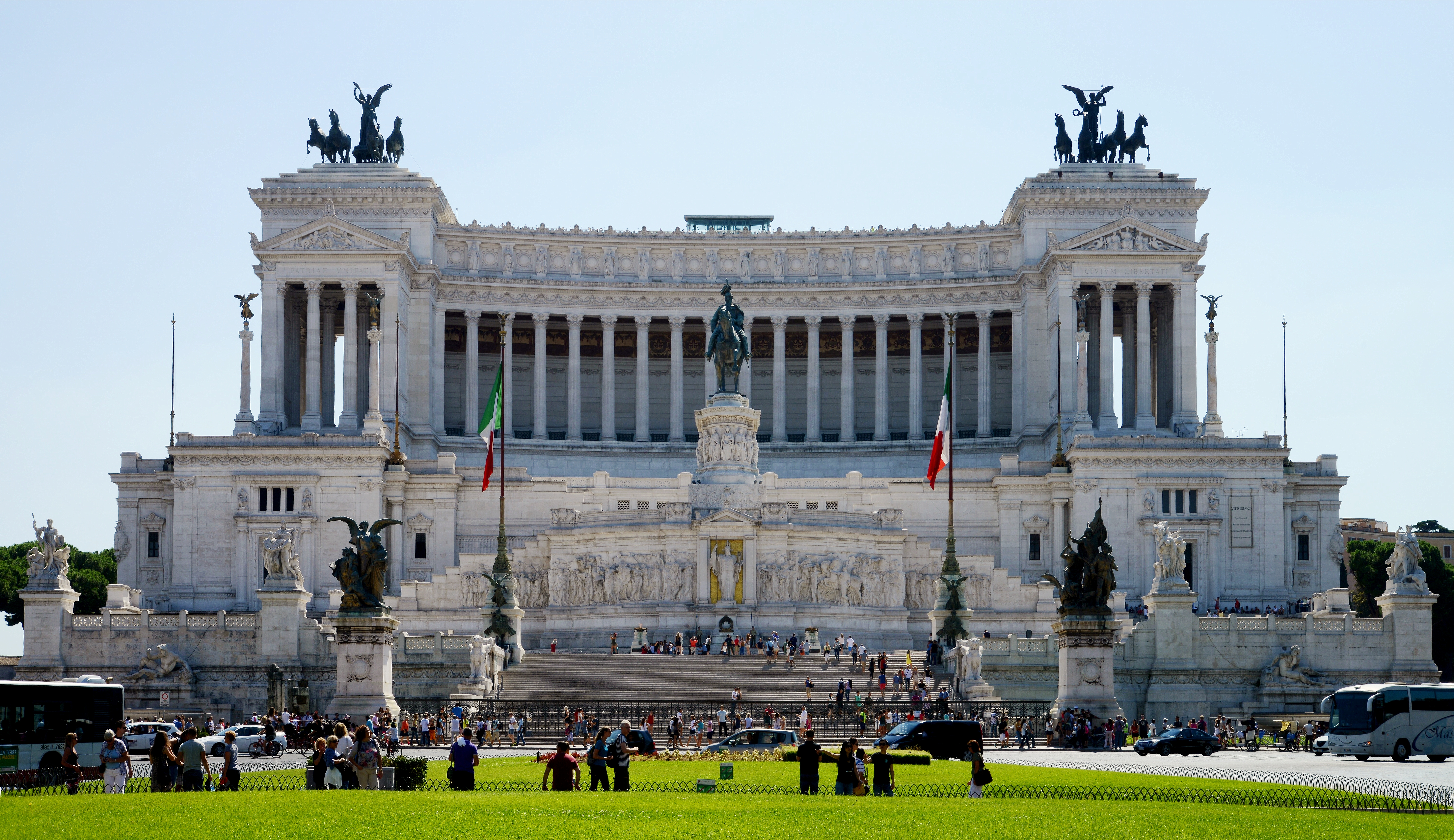
Il Vittoriano, monumento a Vittorio Emanuele II e al Risorgimento, visto dal luogo della Colonna Traiana, Roma

Dopo che nel 1870 venne completata l'unità d'Italia, con la presa di Roma e la fine dello Stato Pontificio, il governo italiano dovette affrontare la paralisi politica e le tensioni interne, con conseguente ricorso a una politica coloniale per distogliere l'attenzione dell'opinione pubblica e arginare il malcontento generale. L'Italia riuscì a colonizzare le coste dell'Africa orientale, cioè l'Eritrea e Somalia (oltre alla piccola Concessione italiana di Tientsin, in Cina), ma venne arginata in Etiopia, con 15.000 italiani che morirono nella guerra d'Abissinia, provocando il conseguente ritiro del Regio esercito, la caduta del governo di Francesco Crispi e la fine della prima avventura coloniale. Nel 1911-1912 l'Italia dichiarò guerra alla Turchia, ottenendo la Libia e le isole del Dodecaneso italiano. Tuttavia, questi tentativi di ottenere il sostegno popolare di massa non riuscirono, e alcune ribellioni e proteste violente, come avvenuto già con i moti del 1898 divenne così intenso che molti osservatori ritenevano che il Regno d'Italia non sarebbe sopravvissuto. Venne concesso anche il suffragio universale maschile, ma lo stato liberale era ormai in crisi, alla vigilia della prima guerra mondiale.

### L'associazione nazionalista e l'interventismo
In reazione ai conflitti interni alla società italiana, un movimento di intellettuali borghesi – guidati dal celebre poeta e scrittore Gabriele D'Annunzio, soprannominato il Vate d'Italia, e da altri come Gaetano Mosca, Enrico Corradini, il futurista Filippo Tommaso Marinetti, il sindacalista rivoluzionario Filippo Corridoni e Vilfredo Pareto – cominciò una serrata critica al sistema parlamentare incitando ad una politica nazionalistica. La loro posizione guadagnò seguito tra gli italiani, perfino tra i socialisti. D'Annunzio divenne un modello per i giovani italiani, sostenendo azioni di forza in senso nazionalista.
Nel 1910 Corradini diede vita all'Associazione Nazionalista Italiana, che raccolse le adesioni di numerosi esponenti politici e intellettuali, tra i quali Giovanni Pascoli e Giovanni Verga. L'ANI sottolineava la rilevanza dell'eroismo, il sacrificio dell'individualismo, la necessità di disciplina nella società, la maestosità e la potenza di Roma antica, e l'amore del rischio e del pericolo. Essa, inoltre, si dichiarò a favore del protezionismo industriale, ottenendo in tal modo il sostegno di larghi settori della grande industria. L'ANI aveva séguito soprattutto tra gli studenti e gli intellettuali.
Allo scoppio della prima guerra mondiale nel 1914, l'Italia inizialmente mantenne la neutralità, nonostante la sua alleanza ufficiale ("Triplice Alleanza") con la Germania e l'Austria-Ungheria dal 1882 sulla base del fatto che i due imperi stavano conducendo una guerra di aggressione. Nel 1915, spinta popolarmente verso l'interventismo dal movimento irredentista di Cesare Battisti (nato in territorio austriaco, e per questo catturato e impiccato dagli austriaci durante il conflitto), e da D'Annunzio, l'Italia entrò in guerra a fianco degli inglesi e dei francesi, nella Triplice Intesa, contro l'Austria-Ungheria e la Germania.
Con l'adesione degli Stati Uniti e la defezione della Russia, la coalizione divenne nota come "alleati", in contrapposizione agli Imperi centrali. Dopo la disfatta di Caporetto, il sentimento nazionalista crebbe in tutta Italia, per il senso diffuso della "patria in pericolo". Questo, però, non valse a coinvolgere la popolazione, che in larga parte restò estranea alle ragioni della guerra.
L'orgoglio nazionalista divenne importante in Italia anche dopo la fine delle ostilità nel novembre 1918, con la vittoria dell'Italia e delle forze alleate contro l'Austria-Ungheria e l'annessione dei territori irredenti, come il Trentino - Alto Adige, l'Istria e la Venezia Giulia, in quella che i nazionalisti presentarono come la Quarta guerra d'indipendenza italiana. Il popolo di Roma scese in piazza per celebrare la vittoria.

### Dalla vittoria "mutilata" al Dannunzianesimo fiumano

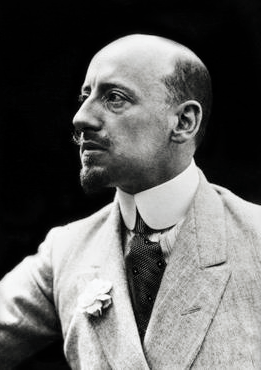
Gabriele D'Annunzio

Le richieste italiane nel piano di pace di Parigi del 1919, quale erano state promesse nel 1915, non furono pienamente raggiunte, in quanto all'Italia vennero concesse si le terre irredente, ma da esse furono escluse la città di Fiume e la Dalmazia.
In particolare, i nazionalisti italiani erano infuriati per la negazione del diritto di annettere Fiume, sostenendo che avrebbe violato i principi dell'autodeterminazione dei popoli di Woodrow Wilson. Molti scontenti si raccolsero intorno all'eroe di guerra D'Annunzio, che rispose mobilitando duemila veterani, i legionari di Fiume, che presero la città con la forza; questa azione venne accolta nella condanna internazionale, ma venne sostenuto dalla maggioranza degli italiani, in nome della giustizia contro la "vittoria mutilata". Anche se il governo rivoluzionario e nazionalista di D'Annunzio, la Reggenza Italiana del Carnaro, fu costretto a cedere per l'intervento dell'esercito italiano, l'Italia annetté lo Stato Libero di Fiume, creato dalle potenze alleate dopo la fine del periodo dannunziano, pochi anni dopo.

### Il fascismo, la seconda guerra mondiale ed il secondo dopoguerra

Stemma dell'Africa Orientale Italiana. La conquista dell'Etiopia fu il progetto più ambizioso e meglio riuscito dell'imperialismo fascista.

Presentatasi alle elezioni politiche del 1921, l'ANI elesse una decina di deputati alla Camera.
La presa del potere del fascismo, con a capo Benito Mussolini, nazionalista ed ex socialista rivoluzionario, che divenne primo ministro nell'ottobre 1922, portò nell'aprile 1923 all'unificazione dei partiti nazionalista e fascista.
La nascita nel 1925 di uno stato totalitario, e dal 1938 anche razzista, fece da subito appello al nazionalismo italiano, sostenendo la costruzione di un Impero italiano nel Mediterraneo, tramite il progetto della "Grande Italia", ottenendo inoltre la conciliazione con la Chiesa cattolica.
Mussolini cercò di costruire relazioni strette con la Germania e il Regno Unito, mentre mostrò ostilità verso la Francia e la Jugoslavia. Con la guerra d'Etiopia, l'annessione dell'Albania, e alcune campagne a fianco della Germania nazista, dopo l'alleanza con essa e il Giappone, nell'ambito delle Potenze dell'Asse, l'Italia occupò nel 1940-41 un territorio considerevole (3.965.030,5 km², una superficie superiore a quello dell'antico Impero romano d'Occidente, ultimo nucleo statale in Italia della grande potenza romana a cui il nazionalismo mussoliniano si richiamava idealmente nella propaganda), anche se per pochissimo, consentendo intanto a Mussolini di proclamare la rinascita dell'Impero sui "colli fatali di Roma" (1936), con a capo Vittorio Emanuele III, "Re d'Italia e di Albania, Imperatore d'Etiopia".

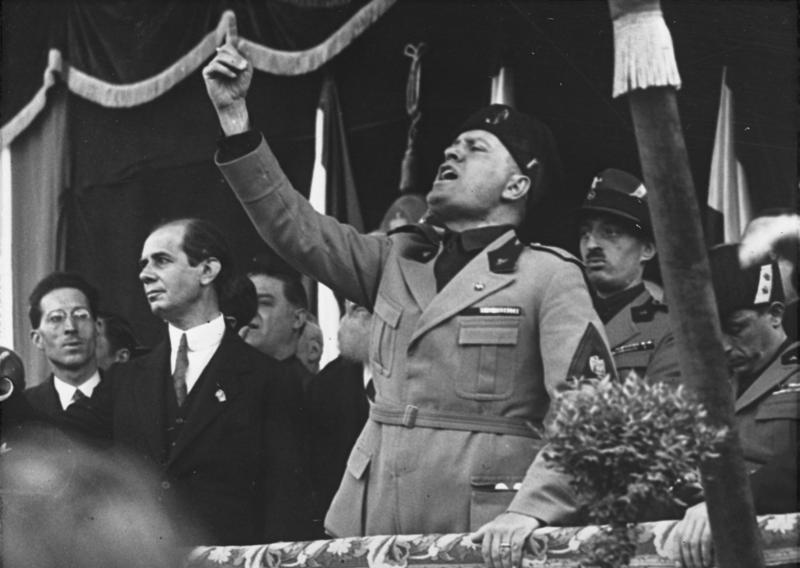
Mussolini durante un discorso

La sconfitta dell'Italia, in seguito all'armistizio con gli "alleati" nel 1943, la fuga del re da Roma, la divisione temporanea tra occupanti nazisti, alleati con i fascisti al nord, e angloamericani, alleati con i monarchici al sud, posero fine di fatto all'impero coloniale italiano ben prima del 1945 (sancendo inoltre la perdita temporanea di Trieste, a quella definitiva di alcuni territori, come l'Istria e le isole dalmate).
Negli ultimi anni di guerra, si dichiaravano patrioti sia i fascisti della Repubblica sociale italiana, sia parte del movimento della Resistenza italiana, precisamente i partigiani che si ispiravano al nazionalismo moderato, detto anche nazionalismo democratico. Nel 1946, anche la monarchia decadde e l'Italia divenne una Repubblica. La Repubblica italiana conservò solo la Somalia in amministrazione fiduciaria, dal 1950 fino al 1960, ed entrò nelle Nazioni unite e nella NATO. Alcuni nazionalisti videro nell'adesione, o più precisamente nel posizionamento sul suolo italiano di alcune basi americane in funzione antisovietica (molte delle quali gestite da statunitensi e alcune con la presenza di armi nucleari condivise), una colonizzazione militare implicita della penisola.
La Costituzione della Repubblica italiana del 1948 "ripudia la guerra" (art. 11), ma considera "sacro dovere del cittadino" la difesa della Patria (art. 52). La cultura della prima Repubblica in questo ripudio si era però spinta oltre: "fino a considerare con sospetto (unico caso in Europa) lo stesso riferimento allo Stato e alla difesa degli interessi nazionali". Le espressioni "nazionalismo costituzionale" e "patriottismo costituzionale" furono tuttavia usate dal secondo dopoguerra per indicare un sentimento nazionale ma di natura fortemente antifascista.

### Successivi sviluppi

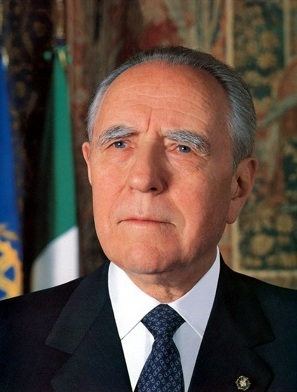
Carlo Azeglio Ciampi

Il nazionalismo nei giovani del dopoguerra emerse con la questione dell'italianità di Trieste negli anni '50, a seguito anche dei massacri delle foibe e dell'esodo giuliano-dalmata, ed in particolare dopo la cosiddetta rivolta di Trieste del 1953. Nel 1954, in maniera parziale, ed ufficialmente nel 1975, con il trattato di Osimo, Trieste ed una piccola parte di Venezia Giulia vennero restituite allo stato italiano.

#### Partiti nazionalisti nel secondo dopoguerra
In seguito il nazionalismo italiano iniziò a declinare, essendo rappresentato principalmente, a livello politico, dall'Unione Democratica per la Nuova Repubblica di Randolfo Pacciardi (partito presidenzialista e democratico) e dal Movimento Sociale Italiano - Destra Nazionale, partito neofascista e l'unico partito di dimensioni significative che era apertamente nazionalista, sciolto nella metà degli anni '90 e frantumatosi dopo in diversi gruppi di destra o estrema destra, il principale dei quali era, anche dal punto di vista dell'ideologia nazionalista, Alleanza Nazionale. Elementi di nazionalismo, rispettivamente di stampo liberale-moderato e democratico-mazziniano erano presenti nel Partito Liberale Italiano, nei gruppi monarchici (es. Partito Democratico Italiano di Unità Monarchica poi confluito nel MSI-DN), e nel Partito Repubblicano Italiano (tuttora esistente).

#### Il nazionalismo democratico moderno

Logo del Governo italiano per il 150º anniversario dell'Unità d'Italia

Simili sentimenti patriottici sono talora diffusi nella popolazione e nei partiti politici, come dimostra la partecipazione popolare alla celebrazione dei 150 anni dell'Unità d'Italia nel 2011, così come ci sono movimenti patriottici di area democratica.
In certi momenti storici si sono verificati episodi di riemersione di un certo nazionalismo, a volte in seguito ad episodi di vera o presunta violazione della sovranità nazionale (in particolare da parte della NATO, mentre altre volte ci furono manifestazioni di sostegno proprio verso la NATO stessa, come da parte di chi era d'accordo con la guerra in Iraq nel 2003): un esempio fu in occasione della crisi di Sigonella (1985), durante il governo di Bettino Craxi.

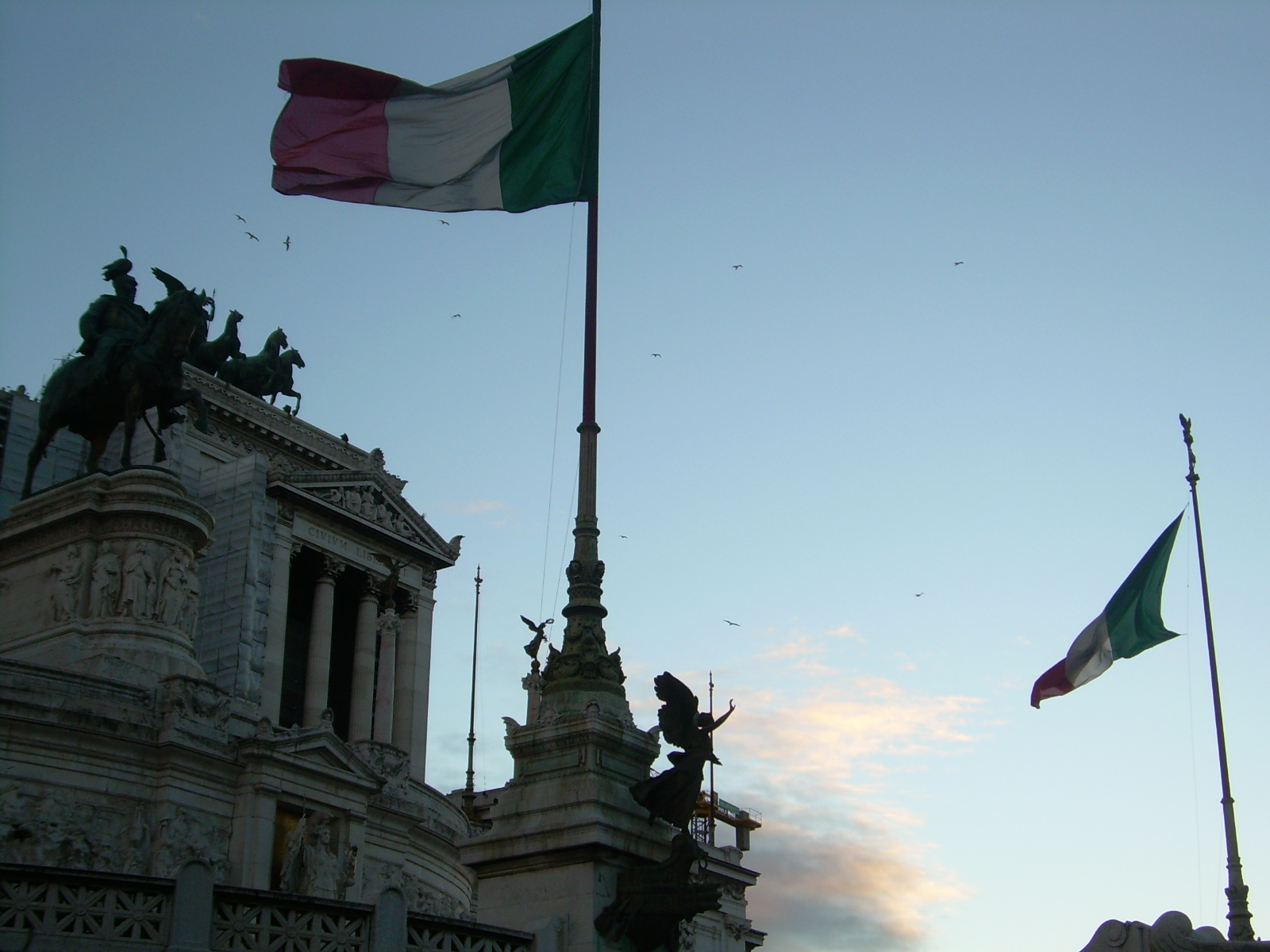
Il tricolore italiano all'Altare della Patria. La valorizzazione della bandiera nazionale è parte integrante del nazionalismo democratico italiano

Le principali feste nazionali italiane sono il 25 aprile, liberazione dal nazismo e dal fascismo, talvolta criticata da alcuni simpatizzanti della destra, il 2 giugno, festa della Repubblica italiana (la festa nazionale ufficiale), e il 4 novembre, la Giornata dell'Unità Nazionale e delle Forze Armate, nell'anniversario della vittoria contro l'Austria-Ungheria nella prima guerra mondiale.
Il Presidente della Repubblica Carlo Azeglio Ciampi durante il suo settennato (1999-2006) si distinse per il tentativo di trasmettere agli italiani un sentimento patriottico e nazionale (accanto all'appartenenza europea), derivato dalle imprese del Risorgimento e della Resistenza, manifestato visivamente nella valorizzazione dell'Inno di Mameli e della bandiera tricolore.
Attualmente, partiti e movimenti di una certa visibilità con richiamo esplicito al nazionalismo italiano nel proprio statuto fondativo sono, nel Parlamento, il partito di Giorgia Meloni Fratelli d'Italia e, al di fuori di esso, CasaPound, il Movimento Sociale Fiamma Tricolore, Forza Nuova e altri gruppi minori. L'elezione, nel biennio 2012-2013, di Matteo Salvini a segretario della Lega Nord, un partito di ispirazione storicamente autonomista e federalista e in passato secessionista padanista, in seguito sostituita dal nuovo soggetto Lega per Salvini Premier, ha conferito nuova popolarità al nazionalismo italiano, attraverso l'adozione di una retorica sovranista, contro l'immigrazione clandestina e improntata a richiami al tricolore e alle forze dell'ordine; mutuando il motto lepenista ("prima i francesi") e quello trumpista ("America First") passò dallo slogan "prima il Nord" a "prima gli italiani" a partire dal 2017; nelle elezioni politiche italiane del 2018 il Movimento Nazionale per la Sovranità, erede de La Destra di Storace, ha eletto un senatore nelle liste della Lega in Campania.

### Annotazioni
1. ↑  Il soggetto centrale della stampa è formato da tre figure femminili con abiti formanti il Tricolore. Al centro è presente una Vittoria alata sormontata dalla Stella d'Italia e ornata da un collare recante lo stemma Savoia. Sulla sinistra è presente l'Italia turrita, mentre a destra compare la Roma guerriera con elmo romano avente in mano una lancia e uno scudo con l'immagine della Lupa capitolina allattante Romolo e Remo. A sinistra è presente la palma della vittoria, mentre sullo sfondo si riconoscono il Vittoriano, la statua equestre di Marco Aurelio del Campidoglio, il Colosseo, un Arco di Trionfo, la Colonna Traiana, la scritta SPQR e un putto alato che suona la squilla della vittoria. L'immagine è sormontata da un intreccio di rami di quercia e di corbezzolo, mentre in basso è presente un'aquila con ali spiegate entro una corona d'alloro

### Fonti
1. ↑  Nicola Porro, Identità, nazione, cittadinanza: sport, società e sistema politico nell'Italia contemporanea, SEAM, 1995. Si parla di «nazionalismo naturalistico» in riferimento agli aspetti naturali e organici di una nazione secondo la concezione romantica, e di «nazionalismo volontaristico» quando esso invece scaturisce da caratteri culturali e spirituali. Federico Chabod riteneva che il primo accomunasse il nazionalismo italiano a quello tedesco, mentre il secondo a quello francese (cfr. Federico Chabod, L'idea di nazione, pp. 65-68, Roma-Bari, Laterza, 1974).
2. ↑  Aaron Gillette. Le teorie razziali nell'Italia fascista. 2 ° edizione. Londra, New York: Routledge, 2003, p. 17.
3. ↑  Trafford R. Cole, Italiani documenti genealogici: Come utilizzare Civile, Records Ecclesiastici e Altro in Ricerca storia familiare, Salt Lake City, Utah, Stati Uniti d'America, Antenati Incorporated, 1995, p. 15.
4. ↑  Patriottismo sportivo e fenomeno del tifo Archiviato il 6 giugno 2013 in Internet Archive.
5. ↑  Pietro Wagstaff. Regionalismo nell'Unione europea. Intellect Books, 1999. P; 141
6. ↑  Wagstaff, Pietro (a cura di). Regionalism in the European Union. Intellect Books, 1999. p.141
7. ↑  Damian Tambini. Il nazionalismo nella politica italiana: Le storie della Lega Nord, 1980-2000. Londra, New York, Routledge, 2001. P. 34.
8. ↑   Padanismo in Neologismi, Treccani, su treccani.it.
9. ↑  AA.VV., Origini dello Stato. Processi di formazione statale in Italia fra medioevo ed età moderna, a cura di G. Chittolini, A. Molho e P. Schiera, Il Mulino, Bologna 1994.
10. ↑  «Già nella prima metà del Trecento essa aveva dato ciò che le altre nazioni non avevano dato ancora... una lingua raffinata, una grande poesia... una prosa letteraria...» da Umberto Cerroni, L'identità civile degli italiani, Lecce, Piero Manni, 1996, pag. 24.
11. 1 2   Matteo Di Gesù, Dante e l'identità italiana, su doppiozero.com. URL consultato il 22 giugno 2019 (archiviato dall'url originale il 28 luglio 2021).
12. ↑  Michelangelo Picone, Il Canzoniere: lettura micro e macrotestuale, pag. 155, Longo, 2007.
13. ↑   F. Flora (a cura di), All'Italia, in Tutte le opere (PDF), su online.scuola.zanichelli.it, Milano, 1968.
14. ↑  Konrad Burdach, Dal Medioevo alla Riforma, cit. in Grande Antologia Filosofica, Marzorati, Milano, 1964, vol. VI, pp. 213-214.
15. ↑  Trafford R. Cole.  Italiani documenti genealogici: Come utilizzare Civile, Records Ecclesiastici e Altro in Ricerca storia familiare. Salt Lake City, Utah, Stati Uniti d'America: Antenati Incorporated, 1995. Pp. 15.
16. ↑  Mikael Hornqvist. Machiavelli e Impero. Cambridge, Inghilterra, UK: Cambridge University Press, 2004. Pp. 259.
17. 1 2 3 4 5 6  Lucy Riall.  Il Risorgimento italiano: Stato, la società e l'unificazione nazionale. Londra, New York, Routledge, 1994. Pp. 69.
18. 1 2  John Gooch.  L'Unità d'Italia. Taylor & Francis e-library, 2001. Pp. 6.
19. ↑  J. P. T. Bury. La nuova storia moderna a Cambridge: L'apice della potenza europea 1830-1870. Londra, New York: Cambridge University Press, 1964. Pp. 226.
20. ↑  Lucy Riall.  Il Risorgimento italiano: Stato, la società e l'unificazione nazionale. Londra, New York: Routledge, 1994. Pp. 70.
21. 1 2 3 4 5 6 7 8 9 10  Motyl, pag. 248
22. 1 2   Erminio Fonzo, Storia dell'Associazione nazionalista italiana (1910-1923), Napoli, Edizioni scientifiche italiane, 2017.
23. 1 2  Francis W Halsey. Il Literary Digest Storia della guerra mondiale, vol. IX. New York: Cosimo, Inc, 2009. Pp. 147-149.
24. 1 2 3 4  Reynolds Mathewson Salerno. Crocevia fondamentale: origini mediterranee della seconda guerra mondiale, 1935-1940. Ithaca, New York, USA: Cornell University Press, 2002. Pp. 4.
25. ↑  Reynolds Mathewson Salerno. Crocevia fondamentale: origini mediterranee della seconda guerra mondiale, 1935-1940. Ithaca, New York, USA: Cornell University Press, 2002. Pp. 5.
26. ↑  ibidem
27. ↑  Alberto Benzoni, Altruismo e opportunismo, Mondoperaio, n. 6-7/2016 Archiviato il 13 ottobre 2016 in Internet Archive., p. 45, che prosegue: "Pure, tra i leader della prima Repubblica, qualcuno capace di capire e di vedere c'era: pensiamo ad Andreotti, incarnazione della Realpolitik in ogni circostanza e ad ogni livello; ed al Craxi che, a Sigonella e altrove, riscopre e ripropone coram populo la difesa degli interessi nazionali e il ruolo politico della “diversità italiana”.
28. ↑  Mirco Zanoni, Antifascismo e patriottismo costituzionale, 15 gennaio 2016.
29. ↑  Ciampi: "Una riforma fuori dalle regole, ecco perché voterò contro"
30. ↑   Oltre il nazionalismo per difendere il soggetto Europa, su eurasia-rivista.org. URL consultato il 30 luglio 2013 (archiviato dall'url originale il 30 settembre 2012).
31. ↑  Mario Isnenghi, Dieci lezioni sull'Italia contemporanea: Da quando non eravamo ancora nazione... a quando facciamo fatica a rimanerlo, 2011 pag. 255
32. ↑  Lo sconcerto di Ciampi: che errore colpire i simboli
33. ↑   Ginevra Spina, Svolta nazionale della Lega, Salvini: "Basta Nord, da ora prima gli italiani", in Il Giornale, 21 maggio 2017. URL consultato il 12 settembre 2021.